# زنان در کشاورزی در هند

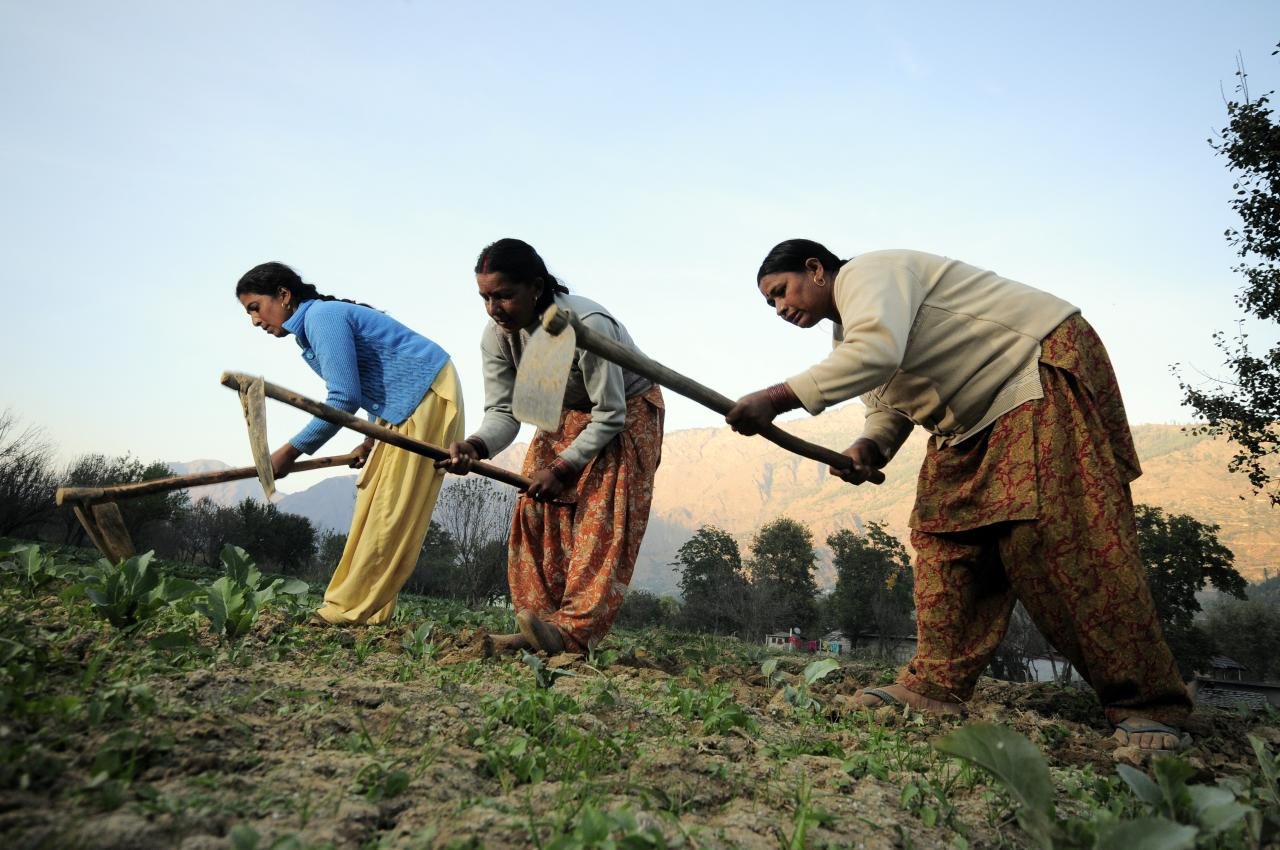
عکس از نیل پالمر (CIAT). زنان کشاورز در حال کار در باغ‌های سبزیجات خود نزدیک شهر کوللو، هیماچال پرادش، هند. پیش‌تر، این منطقه تولیدکننده اصلی سیب‌های با ارزش بود، اما افزایش دما در چند دهه اخیر تقریباً تمامی تولیدکنندگان سیب را مجبور به رها کردن محصولشان کرده است. برای این کشاورزان، تغییر به تولید سبزیجات به افزایش چشمگیر درآمد و بهبود معیشت انجامیده است، که نشان می‌دهد سازگاری با تغییر اقلیم می‌تواند مؤثر و بسیار سودآور باشد.

هند دارای اقتصادی است که با سنت تاریخی کشاورزی آن گره خورده است. در شمال، دره ایندوس و منطقه برهماپوترا از مناطق کشاورزی مهم به‌شمار می‌آیند که آب خود را از رود گنگ و فصل باران‌های موسمی دریافت می‌کنند. برای بخش عمده‌ای از جمعیت هند، کشاورزی یک شیوه زندگی است. بر اساس داده‌های بانک جهانی در سال ۲۰۱۱، تنها ۱۷٫۵ درصد از تولید ناخالص داخلی (GDP) هند به تولیدات کشاورزی اختصاص دارد.
زنان، بخشی مهم اما اغلب نادیده گرفته شده از جمعیت فعال در تولیدات کشاورزی هند هستند – آن‌ها اکثریت نیروی کار کشاورزی در این کشور را تشکیل می‌دهند. مشارکت زنان در نیروی کار کشاورزی، به شیوه‌های گوناگون بر استقلال اقتصادی آن‌ها، توانایی در تصمیم‌گیری، قدرت عمل و دسترسی به خدمات آموزشی و سلامت تأثیر می‌گذارد. با این حال، بسیاری از زنان در جوامع کشاورزی همچنان با فقر، حاشیه‌نشینی و چالش‌های ناشی از نابرابری جنسیتی روبه‌رو هستند.

## کشاورزی هند
بر اساس داده‌های سال ۲۰۱۲، هند چهارمین بخش کشاورزی بزرگ جهان را داراست. این کشور دارای حدود ۱۸۰ میلیون هکتار زمین کشاورزی است که از این میزان، ۱۴۰ میلیون هکتار زیر کشت و به‌صورت مداوم کشت می‌شود.
با این حال، پروفایل کشاورزی هند تحت تأثیر پیامدهای بحث‌برانگیز سیاست‌های انقلاب سبز است که در دهه‌های ۱۹۶۰ و ۱۹۷۰ تحت فشار آژانس توسعه بین‌المللی ایالات متحده و بانک جهانی اتخاذ شد.
انقلاب سبز یک رویکرد مدرن به کشاورزی را با ادغام سیستم‌های آبیاری، بذرهای تراریخته، استفاده از حشره‌کش و آفت‌کش، و اصلاحات متعدد زمین به ارمغان آورد. این انقلاب تأثیر انفجاری داشت و بهره‌وری کشاورزی بی‌سابقه‌ای را در هند فراهم کرد، به‌طوری که این کشور از واردکننده غذا به صادرکننده تبدیل شد.
با این حال، انقلاب سبز باعث کاهش قیمت‌های کشاورزی شد که به کشاورزان کوچک هند آسیب رساند. با گذشت سال‌ها، فناوری انقلاب سبز باعث کاهش بازده کشاورزی شده است. این مشکل به‌ویژه برای کشاورزان خرده‌مالک شدیدتر بود، زیرا از سال به سال استفاده شدیدتر از نهاده‌های مصنوعی و فناوری پیشرفته‌تر کشاورزی برای حفظ همان سطح تولید بالا بر روی همان قطعه زمین مورد نیاز است. کشاورزان خرده‌مالک کمتر از ۲ هکتار زمین را کشت می‌کنند؛ اکثریت کشاورزان هند خرده‌مالک هستند و عمده تولیدات هند را تأمین می‌کنند.
کشاورزان خرده‌مالک بیشترین تأثیر منفی فناوری انقلاب سبز را متحمل می‌شوند – نهاده‌های مصنوعی خاک آن‌ها را به شدت آسیب زده و بازده را کاهش داده‌اند. به دلیل مقیاس کوچک عملیات آن‌ها، قادر به تأمین هزینه‌های بیشتر نهاده‌های مصنوعی برای جبران کیفیت ضعیف خاک که توسط معرفی اولیه نهاده‌های خارج از مزرعه ایجاد شده، نیستند. این وضعیت منجر به «چرخ‌دنده وابستگی به فناوری» می‌شود که با کاهش سلامت خاک، سرعت بیشتری پیدا می‌کند.
علاوه بر مشکل مالی، اثرات زیست‌محیطی انقلاب سبز نیز وجود دارند که تمامی کشاورزان، اعم از بزرگ و کوچک، باید با آن مقابله کنند. افزایش استفاده از نهاده‌های مصنوعی کود و آفت‌کش باعث از دست رفتن تنوع زیستی می‌شود که کیفیت زیست‌محیطی زمین‌های کشاورزی را به‌طور مداوم کاهش می‌دهد.
کاهش منابع آب زیرزمینی، افت کیفیت خاک، و کاهش تنوع ژنتیکی محصولات کشاورزی، محیط زیست ایجادشده را به‌طور مداوم کمتر قابل زیست برای گونه‌های زراعی معرفی‌شده‌ای می‌کند که از مزیت سال‌ها تکامل برای سازگاری با شرایط در حال تغییر برخوردار نیستند.
امروزه بخش کشاورزی هند همچنان با مشکلاتی مواجه است که شامل ناکارآمدی ناشی از کمبود مکانیزاسیون، شرایط ضعیف کشاورزان و کوچکی مزارع می‌شود. در این کشور، کشاورزی سنتی هنوز نقش غالب دارد، زیرا بسیاری از کشاورزان برای تولید محصولات زراعی به دام‌ها برای تأمین کود طبیعی و استفاده از گاوآهن‌های حیوان‌محور متکی هستند.
بر اساس آمار سال ۲۰۱۱، متوسط اندازه یک مزرعه در هند تقریباً ۱٫۵ آکر است. این اندازه در مقایسه با میانگین ۵۰ هکتار در فرانسه، ۱۷۸ هکتار در ایالات متحده و ۲۷۳ هکتار در کانادا، بسیار کوچک به‌شمار می‌آید.
سنت کشاورزان کوچک هند را می‌توان به نخستین اصلاحات زمین در هند مستقل بازگرداند. این اصلاحات که به عنوان قوانین تقسیم ارث شناخته می‌شوند، به منظور محدود کردن تجمیع زمین‌ها طراحی شده بودند، به‌گونه‌ای که بازتوزیع زمین‌ها در زمان تقسیم میان وارثان مرد نسل قبلی الزام‌آور بود.
تداوم این قوانین نه تنها اندازه مزارع را محدود می‌کند، بلکه زنان را از مالکیت یا ارث‌بردن محروم می‌سازد. علاوه بر این، با افزایش رقابت کشاورزان کوچک با عملیات‌های کشاورزی بزرگ‌تر، تعداد بیشتری از مردان برای دستمزد بالاتر و اشتغال به مراکز شهری مهاجرت می‌کنند. زنان نیز برای حمایت از ساختار خانواده و پشتیبانی سبک زندگی مزارع کوچک باقی می‌مانند.
در سال ۲۰۱۱، نیروی کار بخش کشاورزی در شبه‌قاره ۷۵٪ زنان بوده است.